# Förenta nationernas förvaltarskapsområde i Stilla havet

Förvaltarskapsområdets flagga.

Förvaltarskapsområdet Stillahavsöarna (engelska: Trust Territory of the Pacific Islands, förkortat TTPI, på svenska även kallat USA:s Stillahavsprotektorat) var ett av Förenta nationernas förvaltarskapsområden. Det låg i Stilla havet och förvaltades av USA mellan 1947 och 1994. Landarealen omfattade cirka 1 779 kvadratkilometer och folkmängden cirka 133 000 invånare.
Förvaltarskapsområdet omfattade följande öområden i Mikronesien:
- Karolinerna med
  - nuvarande Mikronesiens federerade stater och
  - Palau,
- Marianerna med
  - Guam (inte del av förvaltarskapsområdet) och
  - Nordmarianerna, samt
- Marshallöarna.

## Historia
Förvaltarskapsområdet skapades ur det tidigare japanska Nan’yo-cho (Japanska Stillahavsmandatet) som hade bildats som ett förvaltningsmandat av Nationernas Förbund 1919. Öarna ockuperades under andra världskriget av USA under framryckningarna i Stillahavskriget med början i september 1944. Efter kriget förvaltades området till en början av USA:s flotta. Den förste militäre ståthållaren (Military Governor) blev John H. Hoover. Den 2 april 1947 godkände FN:s säkerhetsråd planerna på ett nytt förvaltningsmandat. Den 18 juli 1947 upplöstes Nan’yo-cho formellt och Stillahavsförvaltarskapet upprättades av Förenta nationerna (FN).
Området förvaltades av amerikanska flottan fram till den 30 juni 1951 då förvaltningen övergick till USA:s inrikesdepartement. Den förste civile förvaltaren (High Commissioner) blev Louis Emil Denfeld. Förvaltningens huvudkontor låg från början i Fort Ruger i Honolulu i Hawaii. 1954 flyttades huvudorten till Guam och 1962 utsågs Saipan till huvudort.

### Upplösning
Förvaltarskapsområdet upplöstes stegvis under 1986 och 1987 genom frigörandet av de olika delområden (Mikroneserna den 10 juli 1987, Marshallöarna den 21 oktober 1986, Nordmarianerna den 4 november 1986). Förvaltaren under övergångsperioden var Charles Jordan..
Den 9 januari 1978 erhöll Nordmarianerna ett begränsat självstyre (commonwealth status) och den 4 november 1986 ingicks en union med USA under namnet Commonwealth of the Northern Mariana Islands, ’Samväldet Nordmarianerna’. Den 10 maj 1979 bildades den autonoma federationen Mikronesien med lokalt självstyre av distrikten Palau, Ponape, Truk och Yap. Den 3 november 1986 blev Mikronesien sedan den självständiga nationen Mikronesiens federerade stater i ”fri association med USA”. Den 1 januari 1981 lämnade Palau sedan federationen Mikronesien för att bli ett autonomt område. Den 25 maj frigjordes Palau formellt ur protektoratet och den 1 oktober 1994 blev landet sedan en självständig nation i fri association med USA. Den 1 maj 1979 lämnade Marshallöarna protektoratet då landet blev ett autonomt territorium inom området. Den 21 oktober 1986 blev landet sedan helt självständigt.
Den 22 december 1990 beslöt FN:s säkerhetsråd att formellt upplösa förvaltarskapet. Den 25 maj 1994 upphörde FN:s kontroll över Palaudistriktet och USA och Palau kom överens om att Palau den 1 oktober 1994 skulle bli en helt självständig stat.